# Playa Larga 1ra. Sección
Playa Larga 1ra. Sección är en ort i Mexiko.   Den ligger i kommunen Ostuacán och delstaten Chiapas, i den sydöstra delen av landet, 600 km öster om huvudstaden Mexico City. Playa Larga 1ra. Sección ligger 131 meter över havet och antalet invånare är 236.
Terrängen runt Playa Larga 1ra. Sección är kuperad åt sydost, men åt nordväst är den platt. Runt Playa Larga 1ra. Sección är det ganska glesbefolkat, med 25 invånare per kvadratkilometer. Närmaste större samhälle är Nuevo Juan del Grijalva, 10,1 km nordost om Playa Larga 1ra. Sección. Trakten runt Playa Larga 1ra. Sección består till största delen av jordbruksmark.